# Lohn-Ammannsegg
Lohn-Ammannsegg (toponimo tedesco) è un comune svizzero di 2 706 abitanti del Canton Soletta, nel distretto di Wasseramt. È stato istituito il 1º gennaio 1993 con la fusione dei comuni soppressi di Ammannsegg e Lohn.
Vi è stata fondata l'azienda di abbigliamento Tally Weijl, che ha ora sede a Basilea.